# Halové mistrovství světa v pozemním hokeji 2011

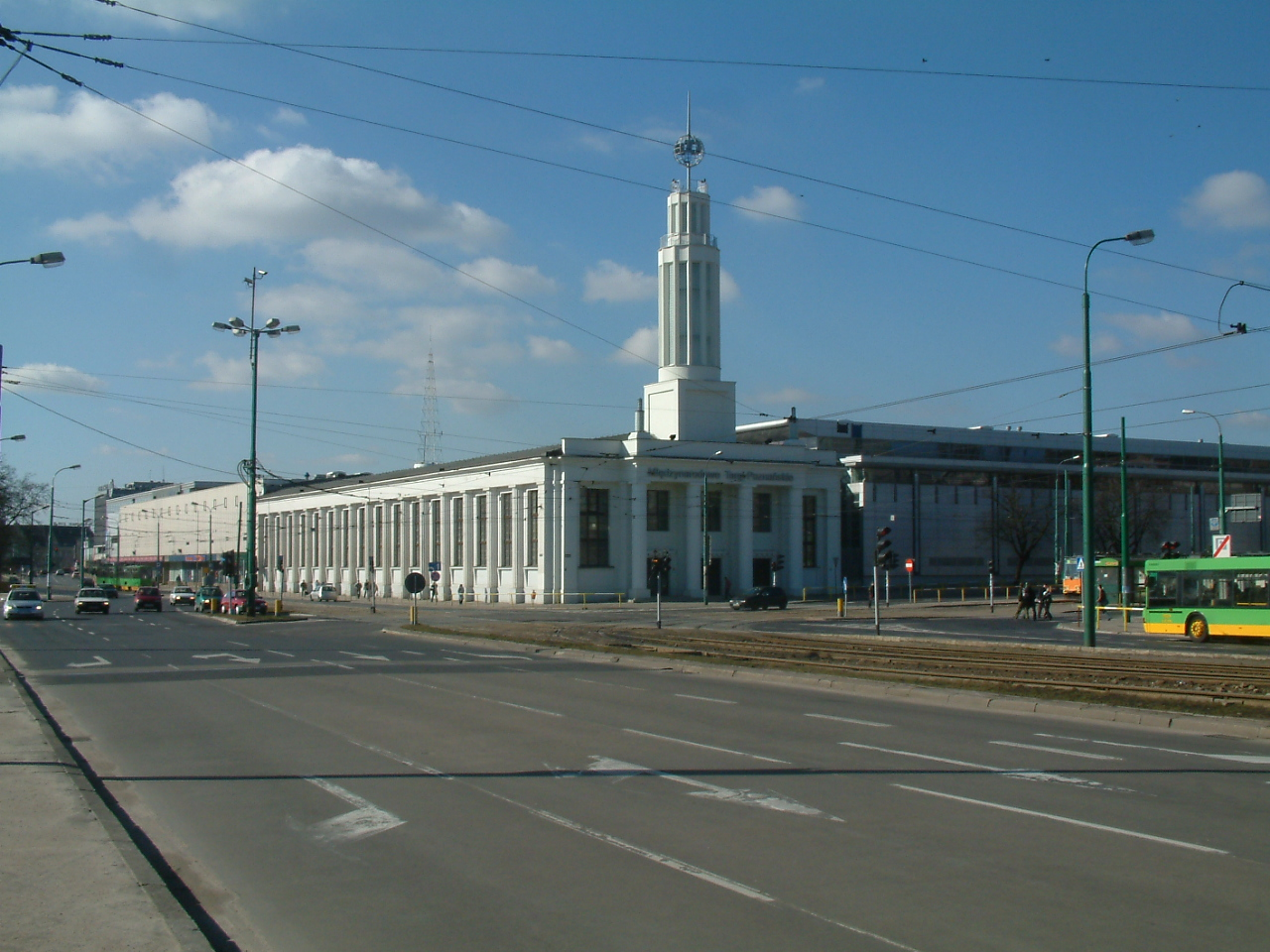
Místo konání halového mistrovství světa v pozemním hokeji 2011

3. Halové mistrovství světa v pozemním hokeji se uskutečnilo ve dnech 8. až 13. února 2011 ve Veletžním paláci v Poznani a bude zahrnovat turnaj mužů i turnaj žen. Obou těchto turnajů se zúčastní 12 týmů, které budou rozděleny do 2 šestičlenných skupin.

## Turnaj mužů

### Skupina A
- 8. února
- Německo - Namibie 18:0
- Polsko - Austrálie 3:1
- Nizozemsko - Kanada 5:1
- 9. února
- Německo - Austrálie 11:2
- Namibie - Nizozemsko 0:13
- Polsko - Kanada 7:1
- 10. února
- Nizozemsko - Německo 5:8
- Kanada - Austrálie 1:5
- Namibie - Polsko 0:10
- Austrálie - Nizozemsko 1:3
- Kanada - Namibie 6:0
- Polsko - Německo 3:2
- 11. února
- Německo - Kanada 14:1
- Austrálie - Namibie 8:2
- Nizozemsko - Polsko 3:2

| Poř. | Tým        | Z | V | R | P | VG | OG | B  |
| ---- | ---------- | - | - | - | - | -- | -- | -- |
| 1.   | Německo    | 5 | 4 | 0 | 1 | 53 | 11 | 12 |
| 2.   | Polsko     | 5 | 4 | 0 | 1 | 25 | 7  | 12 |
| 3.   | Nizozemsko | 5 | 4 | 0 | 1 | 29 | 12 | 12 |
| 4.   | Austrálie  | 5 | 2 | 0 | 3 | 17 | 20 | 6  |
| 5.   | Kanada     | 5 | 1 | 0 | 4 | 10 | 31 | 3  |
| 6.   | Namibie    | 5 | 0 | 0 | 5 | 2  | 55 | 0  |

### Skupina B
- 8. února
- Rusko - USA 6:2
- Rakousko - Írán 5:1
- Česko - Anglie 1:2
- 9. února
- Rakousko - USA 5:0
- Rusko - Anglie 3:2
- Írán - Česko 3:4
- Anglie - USA 3:2
- Írán - Rusko 7:4
- Česko - Rakousko 1:1
- 10. února
- Anglie - Írán 6:4
- USA - Česko 1:8
- Rusko - Rakousko 1:0
- 11. února
- Rakousko - Anglie 3:2
- Česko - Rusko 3:3
- USA - Írán 2:6

| Poř. | Tým      | Z | V | R | P | VG | OG | B  |
| ---- | -------- | - | - | - | - | -- | -- | -- |
| 1.   | Rakousko | 5 | 3 | 1 | 1 | 14 | 5  | 10 |
| 2.   | Rusko    | 5 | 3 | 1 | 1 | 17 | 14 | 10 |
| 3.   | Anglie   | 5 | 3 | 0 | 2 | 15 | 13 | 9  |
| 4.   | Česko    | 5 | 2 | 2 | 1 | 17 | 10 | 8  |
| 5.   | Írán     | 5 | 2 | 0 | 3 | 21 | 21 | 6  |
| 6.   | USA      | 5 | 0 | 0 | 5 | 7  | 28 | 0  |

### Zápas o 11. místo
- 12. února
- Namibie - USA 0:8

### Zápas o 9. místo
- 12. února
- Kanada - Írán 6:7

### Zápas o 7. místo
- 12. února
- Austrálie - Česko 7:4

### Zápas o 5. místo
- 12. února
- Nizozemsko - Anglie 4:2

## Schéma zápasů o medaile v turnaji mužů
Oba semifinálové zápasy se odehrály 12. února, finále a zápas o 3. místo se pak odehrály 13. února.
|  | Semifinále | Semifinále | Semifinále |  |  | Finále      | Finále      | Finále      |
|  |            |            |            |  |  |             |             |             |
|  | 1.A        | Německo    | 10         |  |  |             |             |             |
|  | 2.B        | Rusko      | 0          |  |  |             |             |             |
|  |            |            |            |  |  | 1.A         | Německo     | 3 p         |
|  |            |            |            |  |  | 2.A         | Polsko      | 2 p         |
|  | 1.B        | Rakousko   | 1          |  |  |             |             |             |
|  | 2.A        | Polsko     | 2          |  |  | Třetí místo | Třetí místo | Třetí místo |
|  |            |            |            |  |  | 2.B         | Rusko       | 0           |
|  |            |            |            |  |  | 1.B         | Rakousko    | 5           |

## Konečné pořadí turnajem mužů
| Poř. | Tým        |
| ---- | ---------- |
| 1.   | Německo    |
| 2.   | Polsko     |
| 3.   | Rakousko   |
| 4.   | Rusko      |
| 5.   | Nizozemsko |
| 6.   | Anglie     |
| 7.   | Austrálie  |
| 8.   | Česko      |
| 9.   | Írán       |
| 10.  | Kanada     |
| 11.  | USA        |
| 12.  | Namibie    |

## Turnaj žen

### Skupina A
- 8. února
- Česko - Rakousko 1:0
- Nizozemsko - Kazachstán 9:0
- Ukrajina - Argentina 2:1
- 9. února
- Kazachstán - Česko 2:4
- Ukrajina - Rakousko 2:1
- Nizozemsko - Argentina 8:2
- Kazachstán - Ukrajina 1:4
- Rakousko - Argentina 4:0
- Česko - Nizozemsko 1:5
- 10. února
- Rakousko - Kazachstán 5:1
- Ukrajina - Nizozemsko 0:3
- Argentina - Česko 3:5
- 11. února
- Česko - Ukrajina 1:6
- Argentina - Kazachstán 3:0
- Nizozemsko - Rakousko 7:0

| Poř. | Tým        | Z | V | R | P | VG | OG | B  |
| ---- | ---------- | - | - | - | - | -- | -- | -- |
| 1.   | Nizozemsko | 5 | 5 | 0 | 0 | 32 | 3  | 15 |
| 2.   | Ukrajina   | 5 | 4 | 0 | 1 | 14 | 7  | 12 |
| 3.   | Česko      | 5 | 3 | 0 | 2 | 12 | 16 | 9  |
| 4.   | Rakousko   | 5 | 2 | 0 | 3 | 10 | 11 | 6  |
| 5.   | Argentina  | 5 | 1 | 0 | 4 | 9  | 19 | 3  |
| 6.   | Kazachstán | 5 | 0 | 0 | 5 | 4  | 25 | 0  |

### Skupina B
- 8. února
- Německo - Uruguay 2:0
- Austrálie - Polsko 1:2
- Bělorusko - Namibie 12:0
- 9. února
- Německo - Namibie 17:1
- Uruguay - Austrálie 2:5
- Bělorusko - Polsko 4:2
- 10. února
- Austrálie - Německo 1:7
- Uruguay - Bělorusko 1:2
- Polsko - Namibie 8:0
- Bělorusko - Německo 0:2
- Polsko - Uruguay 3:1
- Namibie - Austrálie 0:6
- 11. února
- Namibie - Uruguay 1:0
- Německo - Polsko 3:0
- Austrálie - Bělorusko 3:3

| Poř. | Tým       | Z | V | R | P | VG | OG | B  |
| ---- | --------- | - | - | - | - | -- | -- | -- |
| 1.   | Německo   | 5 | 5 | 0 | 0 | 31 | 2  | 15 |
| 2.   | Bělorusko | 5 | 3 | 1 | 1 | 21 | 8  | 10 |
| 3.   | Polsko    | 5 | 3 | 0 | 2 | 15 | 9  | 9  |
| 4.   | Austrálie | 5 | 2 | 1 | 2 | 16 | 14 | 7  |
| 5.   | Namibie   | 5 | 1 | 0 | 4 | 2  | 43 | 3  |
| 6.   | Uruguay   | 5 | 0 | 0 | 5 | 4  | 13 | 0  |

### Zápas o 11. místo
- 12. února
- Kazachstán - Uruguay 1:3

### Zápas o 9. místo
- 12. února
- Argentina - Namibie 4:1

### Zápas o 7. místo
- 12. února
- Rakousko - Austrálie 2:1 po prodloužení

### Zápas o 5. místo
- 12. února
- Česko - Polsko 0:4

### Schéma zápasů o medaile v turnaji žen
Oba semifinálové zápasy se odehrály 12. února, finále a zápas o 3. místo se pak odehrály 13. února.
|  | Semifinále | Semifinále | Semifinále |  |  | Finále      | Finále      | Finále      |
|  |            |            |            |  |  |             |             |             |
|  | 1.A        | Nizozemsko | 7          |  |  |             |             |             |
|  | 2.B        | Bělorusko  | 0          |  |  |             |             |             |
|  |            |            |            |  |  | 1.A         | Nizozemsko  | 2           |
|  |            |            |            |  |  | 1.B         | Německo     | 4           |
|  | 1.B        | Německo    | 6          |  |  |             |             |             |
|  | 2.A        | Ukrajina   | 2          |  |  | Třetí místo | Třetí místo | Třetí místo |
|  |            |            |            |  |  | 2.B         | Bělorusko   | 2           |
|  |            |            |            |  |  | 2.A         | Ukrajina    | 4           |

## Konečné pořadí turnaje žen
| Poř. | Tým        |
| ---- | ---------- |
| 1.   | Německo    |
| 2.   | Nizozemsko |
| 3.   | Ukrajina   |
| 4.   | Bělorusko  |
| 5.   | Polsko     |
| 6.   | Česko      |
| 7.   | Rakousko   |
| 8.   | Austrálie  |
| 9.   | Argentina  |
| 10.  | Namibie    |
| 11.  | Uruguay    |
| 12.  | Kazachstán |